# 76 mm M1943
Il 76 mm M1943 è stato un cannone d'accompagnamento reggimentale da 76,2 mm prodotto in Unione Sovietica durante la seconda guerra mondiale. Il compito principale di questa arma era quello di fornire supporto alla fanteria.

## Storia
Lo sviluppo del cannone, sotto la guida di M. Yu. Tsiryul'nikov, cominciò nel 1943 presso gli stabilimenti militari Motovilicha. In un pezzo utilizzava una versione rivista della canna del precedente modello M1927 mentre l'affusto era quello del cannone anticarro M-42. L'M1943 era concepito per distruggere le fortificazioni campali leggere con proiettili ad alto esplosivo o, in campo aperto, per contrastare con fuoco diretto la fanteria con granate a frammentazione. Le munizioni ad alto esplosivo avevano anche una limitata capacità controcarro. La gittata massima era di 14,2 km. Il modello M1943 rimarrà in produzione fino alla fine del conflitto sostituendo il precedente modello M1927.